# Alvaro Alonso Barba
Alvaro Alonso Barba, latinisiert Baeticus, (* 15. November 1569 in Lepe bei Huelva, Spanien; † um 1661 in Potosí, Bolivien) war ein spanischer Geistlicher, Bergbaufachmann, Metallurge und Chemiker.

## Leben und Werk

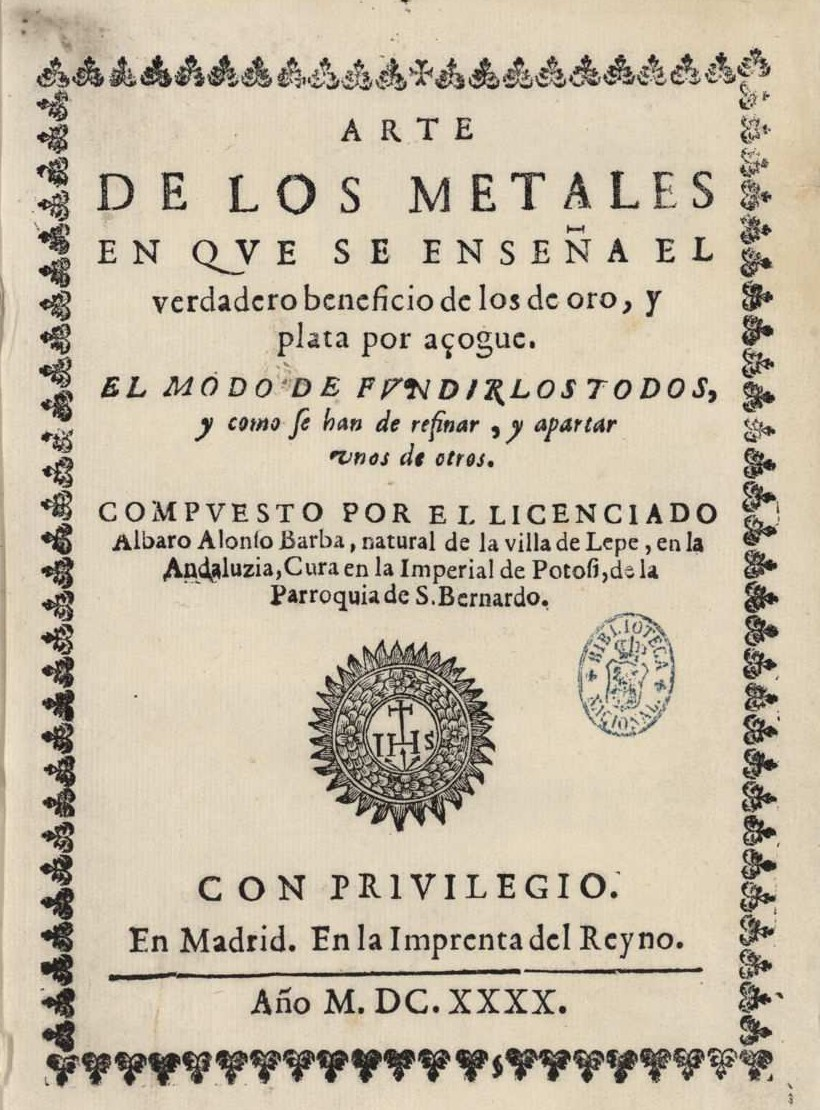
Titelblatt seines Buchs über Metalle

Barba war im Auftrag der Kirche in Bolivien, wo er den Bergbau studierte und gleichzeitig als Priester wirkte. Er war dort an vielen verschiedenen Orten. 1590 bis 1609 lebte er in Tarabuco, 1615 in Tiaguanaco (Provinz Pacages), war 1625 Koadjutor der Kirche von Chuquisaca, war 1630 in Yulloma, 1634 in Yotola in Peru (Provinz Lipes) und 1644 an der St. Bernard Kirche in Potosi und dann Kantor der Kathedrale in Chuquisaca. Ab 1637 unterstand er dem Präsidenten der Real Audiencia von Charcas, also der Provinzverwaltung.
Er verbesserte verschiedene Verfahren der Erzaufbereitung, insbesondere 1609 ein Verfahren zur Gewinnung von Gold, Silber und Kupfer durch Kochen mit Quecksilber und Salzlösung in flachen Kupferkesseln (Pan Amalgamation, spanisch Cazo oder Fondo Prozess), was insbesondere die Silberausbeute aus Peru erhöhte. Es war schneller als das davor eingesetzte Amalgamationsverfahren, der Patio Prozess, erfunden 1554 von Bartolomé de Medina in Pachuca in Mexiko, der seinerzeit den Silberbergbau in den spanischen Kolonien revolutionierte.
Berühmt wurde er durch sein Buch El arte de los metales von 1640 (erschienen in Madrid), das die Kenntnisse seiner Zeit zusammenfasste, eine modernisierte Bearbeitung von Ein nützlich Bergbüchlin des Gelehrten Ulrich Rülein von Calw darstellt und detailliert Minerale und Edelsteine, Erzaufbereitung, Verhüttung und Metallurgie in Südamerika beschrieb. Es erschien 1676 (unter dem Titel Bergbüchlein, darinnen von der Metallen und Mineralien Generalia und Ursprung, wie auch Scheidung gehandelt wird) und 1726 auf Deutsch (Eines spanischen Priesters und hocherfahrenen Naturkundigen Bergbüchlein) und wurde auch ins Englische und Französische (1751) übersetzt. Neuauflagen in Spanisch erschienen z. B. noch 1729 und 1770.